# WTA Finals 2025
El WTA Finals 2025, també anomenada Copa Masters femenina 2025, és l'esdeveniment que va reunir les vuit millors tennistes individuals i les vuit millors parelles femenines de la temporada 2025. Fou la 54a edició en individual i la 49a en dobles del torneig. Es va disputar al King Saud University Indoor Arena de Riad, Aràbia Saudita, sobre pista dura interior, entre els dies 1 i 8 de novembre de 2025.

## Individual

### Classificació
| Rq | Tennista                     | Grand Slam | Grand Slam | Grand Slam | Grand Slam | WTA 1000         | WTA 1000         | WTA 1000         | WTA 1000         | WTA 1000         | WTA 1000         | WTA 1000  | Altres millors resultats | Altres millors resultats | Altres millors resultats | Altres millors resultats | Altres millors resultats | Altres millors resultats | Altres millors resultats | Punts | T  |
| Rq | Tennista                     | Grand Slam | Grand Slam | Grand Slam | Grand Slam | Millor combinada | Millor combinada | Millor combinada | Millor combinada | Millor combinada | Millor combinada | Només WTA | Altres millors resultats | Altres millors resultats | Altres millors resultats | Altres millors resultats | Altres millors resultats | Altres millors resultats | Altres millors resultats | Punts | T  |
| -- | ---------------------------- | ---------- | ---------- | ---------- | ---------- | ---------------- | ---------------- | ---------------- | ---------------- | ---------------- | ---------------- | --------- | ------------------------ | ------------------------ | ------------------------ | ------------------------ | ------------------------ | ------------------------ | ------------------------ | ----- | -- |
| Rq | Tennista                     | AUS        | RG         | WIM        | USO        | 1                | 2                | 3                | 4                | 5                | 6                | 7         | 1                        | 2                        | 3                        | 4                        | 5                        | 6                        | 7                        | Punts | T  |
| 1  | Arina Sabalenka · 08/07/2025 | F 1300     | F 1300     | SF 780     |            | G 1000           | G 1000           | F 650            | QF 215           |                  |                  | R16 120   | G 500                    | F 325                    | SF 195                   |                          |                          |                          |                          | 7.515 | 13 |

## Dobles

### Classificació
| Rq | Equips | Millors resultats | Millors resultats | Millors resultats | Millors resultats | Millors resultats | Millors resultats | Millors resultats | Millors resultats | Millors resultats | Millors resultats | Millors resultats | Millors resultats | Punts | T |
| Rq | Equips | 1                 | 2                 | 3                 | 4                 | 5                 | 6                 | 7                 | 8                 | 9                 | 10                | 11                | 12                | Punts | T |
| -- | ------ | ----------------- | ----------------- | ----------------- | ----------------- | ----------------- | ----------------- | ----------------- | ----------------- | ----------------- | ----------------- | ----------------- | ----------------- | ----- | - |